# Markis Salichow
Markis Bikmułowicz Salichow, ros. Маркис Бикмулович Салихов (ur. 16 maja?/28 maja 1896 w Tawlino, zm. 1 sierpnia 1946 w ZSRR) – generał major Armii Czerwonej, oficer Rosyjskiej Armii Wyzwoleńczej podczas II wojny światowej.

## Życiorys
Pochodził z tatarskiej rodziny. W 1907 r. ukończył naukę w medresie, po czym pracował w rolnictwie. Od 1915 r. brał udział w I wojnie światowej jako szeregowy, a następnie podoficer. W lutym 1918 r. wstąpił do oddziału partyzanckiego, walczącego z białymi, który w 1919 r. został włączony do armii bolszewickiej. Markis B. Salichow do 1920 r. walczył na froncie wschodnim z wojskami adm. Aleksandra W. Kołczaka, zaś do 1921 r. na Ukrainie. W 1921 r. ukończył wojskową szkołę piechoty w Połtawie, po czym dowodził różnymi pododdziałami strzeleckimi. W 1925 r. przeszedł kursy dowódcze w Leningradzie, zaś w 1932 r. – kursy broni pancernej. Do 1937 r. dowodził 173 pułkiem strzeleckim na Ukrainie. 24 grudnia 1935 r. awansował na pułkownika. Następnie został zastępcą dowódcy 60 Kaukaskiej Górskiej Dywizji Strzelców. 4 kwietnia 1940 r. w stopniu kombriga objął jej dowództwo. 4 czerwca tego roku awansował do stopnia generała majora. 29 czerwca 1941 r. wyrokiem trybunału wojennego frontu południowego został skazany na karę 10 lat więzienia po wojnie i degradację do stopnia pułkownika za utratę dowództwa dywizji. Powrócił jednak na swoją funkcję dowódcy 60 dywizji strzeleckiej.
W sierpniu lub wrześniu przy przebijaniu się z okrążenia dostał się do niewoli niemieckiej i został osadzony w obozie jenieckim w Zamościu, a następnie w Hammelburgu w Bawarii. Podjął kolaborację z Niemcami. Od pocz. 1943 r. służył w Rosyjskiej Armii Wyzwoleńczej (ROA) gen. Andrieja A. Własowa. W maju 1945 r., przy próbie przedostania się na obszary zajęte przez wojska amerykańskie, został schwytany w Czechosłowacji przez Sowietów i przewieziony do ZSRR. 1 sierpnia 1946 r. skazano go na karę śmierci przez powieszenie, wykonaną jeszcze tego samego dnia.